# 斯特凡·揚科維奇
斯特凡·揚科維奇（羅馬化：Stefan Janković，塞爾維亞語拉丁字母：：1993年8月4日—）為加拿大男子籃球運動員，現效力於加拿大精英籃球聯賽卡加利湧動。
揚科維奇的父母在波士尼亞與赫塞哥維納塞拉耶佛長大，兩邊的祖父母則都成長於蒙特內哥羅境內，1992年其父母受南斯拉夫解體影響搬到塞爾維亞贝尔格莱德，隔年揚科維奇在此誕生，1997年揚科維奇四歲時父親攜家移民至加拿大。
2017年7月29日，揚科維奇與貝爾格勒紅星簽下三年合約。2018年9月12日，揚科維奇宣布即日起成為自由球員。10月22日，貝爾格勒游擊隊宣布揚科維奇加盟事宜。2019年8月26日，AEK雅典向貝爾格勒游擊隊租借揚科維奇，租借時間為期一年。12月31日，揚科維奇離開AEK雅典。2021年2月2日，揚科維奇加入花園城市學院。7月29日，揚科維奇加盟特莫基明斯克。
2022年3月3日，P. LEAGUE+福爾摩沙台新夢想家宣布揚科維奇加盟事宜。6月4日，揚科維奇在季後賽第一戰對陣臺北富邦勇士首節時遭遇十字韌帶輕度撕裂。2023年5月2日，溫哥華強盜宣布簽下揚科維奇。2024年8月23日，台灣職業籃球大聯盟福爾摩沙夢想家宣布與揚科維奇簽下測試合約。11月16日，夢想家宣布與揚科維奇終止合約，揚科維奇代表夢想家出賽1場，上陣15分鐘，攻下9分、11籃板。2025年4月16日，加拿大精英籃球聯賽卡加利湧動與揚科維奇簽下2025賽季合約。

## 外部連結
- 斯特凡·揚科維奇在fiba.basketball（英语）
- 斯特凡·揚科維奇在archive.fiba.com（存檔）（英语）
- 斯特凡·揚科維奇在NBA G聯盟官網（英语）
- 斯特凡·揚科維奇在歐洲籃球聯賽官網（英语）
- 斯特凡·揚科維奇在TBLStat.net（英语）
- 斯特凡·揚科維奇在亞得里亞海聯賽官網（英语）
- 斯特凡·揚科維奇在P. LEAGUE+官網
- 斯特凡·揚科維奇在台灣職業籃球大聯盟官網
- 斯特凡·揚科維奇在Basketball-Reference.com（NBA G聯盟）（英语）
- 斯特凡·揚科維奇在Basketball-Reference.com（國際）（英语）
- 斯特凡·揚科維奇在Sports-Reference.com（NCAA）（英语）
- 斯特凡·揚科維奇在Eurobasket.com（球員）（英语）
- 斯特凡·揚科維奇在Proballers（英语）
- 斯特凡·揚科維奇在RealGM（英语）
- 斯特凡·揚科維奇在Flashscore（英语）
- . Vancouver Bandits.
- (PDF).   [2024-06-09]. （原始内容存档 (PDF)于2023-05-20）.
- .   [2025-04-18].